# Charmont-sous-Barbuise
Charmont-sous-Barbuise – miejscowość i gmina we Francji, w regionie Grand Est, w departamencie Aube.
Według danych na rok 1990 gminę zamieszkiwało 648 osób, a gęstość zaludnienia wynosiła 17 osób/km².